# Éclipse de Ganymède par Callisto du 2 avril 2015
L'éclipse de Ganymède par Callisto du 2 avril 2015, est le passage du satellite jovien Callisto entre son collègue Ganymède et le Soleil. Du point de vue de la Terre et de tout autre objet distinct des trois impliqués dans le phénomène, il s'agit bien d'une éclipse et pas d'un transit : Callisto passe entre Ganymède et le Soleil, donc Callisto cache la lumière du Soleil émise en direction de Ganymède, plongeant temporairement ce dernier dans son ombre.